# گریگور بادالیان (مجسمه‌ساز)
گریگور بابایی بادالیان (ارمنی: Գրիգոր Բաբայի Բադալյան؛ زاده ۲۸ سپتامبر ۱۹۲۲ - درگذشته ۱ اکتبر ۱۹۹۳) مجسمه‌ساز اهل ارمنستان بود.

## زندگی‌نامه
وی در ۲۸ سپتامبر ۱۹۲۲ در روستوف-نا-دونو در به دنیا آمد و از انستیتو دولتی هنری و نمایشی ایروان (۱۹۵۲) فارغ‌التحصیل گشت. وی همچنین برنده جوایزی همچون نقاش شایسته ارمنستان شوروی () شد. وی در ۱ اکتبر ۱۹۹۳ در سن ۷۱ سالگی در ایروان درگذشت.

## نگارخانه

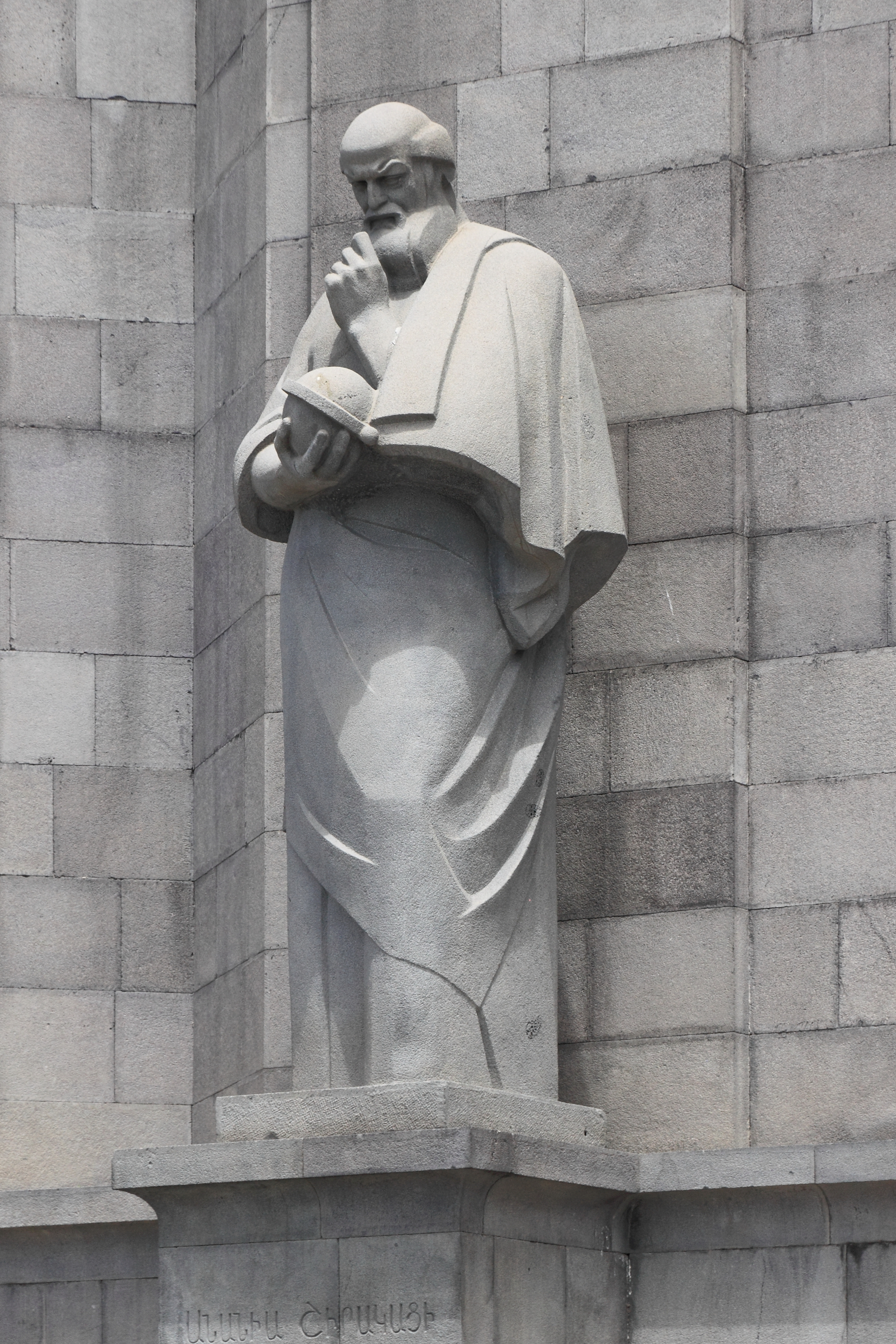
Անանիա Շիրակացու հուշարձան